# Ran-D
Ran-D (Zeeland, 18 mei 1981) is de artiestennaam van de Nederlandse hardstyle-dj en producer Randy Wieland.

## Carrière
Ran-D heeft op verschillende grote festivals gedraaid, onder meer op Defqon.1, Q-Base, Qlimax, In Qontrol, EDC Las Vegas, Tomorrowland en Decibel Outdoor. Wieland was aangesloten bij Scantraxx Records en bracht zijn platen uit bij A2 Recordings. Samen met Frequencerz, Adaro en B-Front richtte hij in 2015 een eigen label op: Roughstate. Daarnaast is hij samen met Adaro lid van de groep Gunz for Hire.
Ran-D heeft een remix uitgebracht van "Zombie" van The Cranberries, "Living for the Moment", "Firestarter", "Nirvana", "Suicidal Superstar" met Phuture Noize, "Band of Brothers" en "Hurricane", die de eerste plaats behaalde in de Q-dance Top 100 van 2018.

## Discografie
| Titel                                                  |  | Artiesten               | Label             | Jaar |
| ------------------------------------------------------ |  | ----------------------- | ----------------- | ---- |
| D-Pression                                             |  | Ran-D                   | Special Records   | 2006 |
| River of Sound                                         |  | Ran-D                   | A2 Records        | 2008 |
| Living For The Moment / Inner Child                    |  | Ran-D                   | A2 Records        | 2009 |
| Say Yeah                                               |  | Ran-D vs Alpha2         | A2 Records        | 2009 |
| My Name Is Hardstyle                                   |  | Ran-D vs Adaro          | A2 Records        | 2009 |
| Under Attack                                           |  | Ran-D & Adaro           | A2 Records        | 2010 |
| Struggle for Existence                                 |  | Ran-D & Adaro           | A2 Records        | 2010 |
| Son of Torture                                         |  | Ran-D & Zany            | Fusion Records    | 2011 |
| Rebirth (Official Anthem 2011)                         |  | Ran-D & B-Front         | A2 Records        | 2011 |
| Kings of the Underground                               |  | Gunz 4 Hire             | A2 Records        | 2012 |
| Survivors                                              |  | Ran-D & Digital Punk    | A2 Records        | 2012 |
| X                                                      |  | Ran-D vs. Villain       | Scantraxx         | 2012 |
| #MyWay                                                 |  | Ran-D                   | Scantraxx         | 2012 |
| Bolivia                                                |  | Gunz 4 Hire             | A2 Records        | 2012 |
| Dimensions (Reverze 2013 Anthem)                       |  | Ran-D                   | Zoo Records       | 2013 |
| Never Scared                                           |  | Ran-D                   | A2 Records        | 2013 |
| Hectic                                                 |  | Ran-D vs. Zatox         | Scantraxx         | 2013 |
| No Cure                                                |  | Ran-D & Redixx          | A2 Records        | 2013 |
| Inside Our Mind (Fantasy Island Anthem 2013)           |  | Ran-D & Crypsis         | A2 Records        | 2013 |
| Sorrow                                                 |  | Gunz 4 Hire Feat. Ellie | A2 Records        | 2013 |
| Gangsters Don't Dance (Noisecontrollers Remix)         |  | Gunz for Hire           | A2 Records        | 2013 |
| I Need You                                             |  | Ran-D                   | A2 Records        | 2013 |
| The Massacre                                           |  | Gunz 4 Hire             | A2 Records        | 2013 |
| Enter the Twilight Zone (Q-Base Anthem 2013)           |  | Ran-D                   | Q-Dance Records   | 2013 |
| Bolivia (Endymion Remix)                               |  | Gunz for Hire           | A2 Records        | 2013 |
| The Message                                            |  | Ran-D & B-Front         | A2 Records        | 2013 |
| Immortal (Qlimax 2013 Anthem)                          |  | Gunz for Hire           | A2 Records        | 2014 |
| Antidote                                               |  | Ran-D & Endymion        | A2 Records        | 2014 |
| Animals                                                |  | Ran-D & Hard Driver     | Scantraxx Recordz | 2014 |
| The Hunt (Intents Anthem 2014)                         |  | Ran-D                   | Scantraxx Recordz | 2014 |
| Swagger                                                |  | Gunz for Hire           | A2 Records        | 2014 |
| No Guts, No Glory                                      |  | Ran-D ft. Skits Vicious | Q-Dance Records   | 2015 |
| This Is Los Angeles                                    |  | Gunz for Hire           | Roughstate        | 2015 |
| I am Legion                                            |  | Ran-D                   | Roughstate        | 2015 |
| Wolfchild                                              |  | Ran-D                   | Roughstate        | 2015 |
| FCK EDM                                                |  | Ran-D                   | Roughstate        | 2015 |
| Firestarter                                            |  | Ran-D                   | Roughstate        | 2015 |
| Paranoid                                               |  | Ran-D & Phuture Noize   | Roughstate        | 2015 |
| Crossroads (Clockartz & Chris One Remix)               |  | Ran-D                   | A2 Records        | 2015 |
| Plata O Plomo                                          |  | Gunz for Hire           | Roughstate        | 2015 |
| Shut Up                                                |  | Ran-D & Frequencerz     | Roughstate        | 2016 |
| I'm A Criminal                                         |  | Gunz for Hire           | Roughstate        | 2016 |
| Executioner Style                                      |  | Gunz for Hire           | Roughstate        | 2016 |
| United (Official Decibel Outdoor Festival Anthem 2016) |  | Ran-D ft. LXCPR         | B2S Records       | 2016 |
| No Mercy                                               |  | Gunz For Hire           | Roughstate        | 2017 |
| Zombie                                                 |  | Ran-D                   | Roughstate        | 2017 |
| Hurricane                                              |  | Ran-D                   | Roughstate        | 2018 |
| Nirvana                                                |  | Ran-D                   | Roughstate        | 2018 |
| MGFY                                                   |  | Ran-D & Villain         | Rougtstate        | 2020 |
| Living For The Moment 2020                             |  | Ran-D                   | Roughstate        | 2020 |
| Fight Fire With Fire                                   |  | Ran-D & LePrince        | Roughstate        | 2020 |